# Trunkierung (Mathematik)
Die Trunkierung bezeichnet in der Mathematik und Informatik eine Rechenoperation, bei der eine Folge oder eine Dezimalzahl auf eine gewisse Länge gekürzt wird. Für Dezimalzahlen heißt das, dass Nachkommastellen gestrichen werden.

## Unterschied zur Abrundungsfunktion
Für eine Zahl {\displaystyle x\in \mathbb {R} _{+}}, die auf {\displaystyle n\in \mathbb {N} } Nachkommastellen trunkiert werden soll, gilt
{\displaystyle \operatorname {trunc} (x)={\frac {\lfloor 10^{n}\cdot x\rfloor }{10^{n}}}}.
Für negative reelle Zahlen {\displaystyle x} gilt hingegen
{\displaystyle \operatorname {trunc} (x)={\frac {\lceil 10^{n}\cdot x\rceil }{10^{n}}}},
wobei {\displaystyle \lfloor x\rfloor }und {\displaystyle \lceil x\rceil } für die Abrundungsfunktion und Aufrundungsfunktion stehen.
Für positive Zahlen entspricht die Trunkation mit {\displaystyle n=0} daher der Abrundungsfunktion. Bei negativen Zahlen hingegen ist in diesem Fall die Aufrundungsfunktion äquivalent.

## Typumwandlung
Trunkierung mit {\displaystyle n=0} tritt in C/C++ auf, wenn man eine Gleitkommazahl in eine ganze Zahl umwandelt.

## Polynome
Analog zur Trunkierung mit Dezimalzahlen, kann man die Trunkierung {\displaystyle [P]_{n}}eines Polynoms definieren. Das ist die Summe der Polynomglieder bis zum Grad {\displaystyle n}.

### Beispiel
Sei {\displaystyle P(x)=x^{4}-5x^{3}+{\frac {2}{3}}x^{2}-5}. Die verschiedenen Trunkierungen lauten dann
{\displaystyle [P]_{4}=x^{4}} , {\displaystyle [P]_{3}=x^{4}-5x^{3}}, {\displaystyle [P]_{2}=x^{4}-5x^{3}+{\frac {2}{3}}x^{2}=[P]_{1}}.